# Evje
Evje ist eine Ortschaft in der norwegischen Kommune Evje og Hornnes in der Provinz (Fylke) Agder. Der Ort stellt das Verwaltungszentrum von Evje og Hornnes dar und hat 2826 Einwohner (Stand: 1. Januar 2024).

## Geografie
Evje ist ein sogenannter Tettsted, also eine Ansiedlung, die für statistische Zwecke als ein Gebiet gezählt wird. Der Ort liegt am Ufer des Flusses Otra, im Zentrum der Gemeinde Evje og Hornnes.

## Geschichte
Zum 1. Januar 1877 wurde die damalige Kommune Evje og Vegusdal aufgespalten und Evje wurde dadurch eine eigenständige Gemeinde. Die Eigenständigkeit endete mit der Zusammenlegung der beiden Gemeinden Evje und Hornnes zum heutigen Evje og Hornnes. Bei der Zusammenlegung zum 1. Januar 1960 lebten 1646 Personen in Evje. Bis Ende 2019 gehörte Evje dem damaligen Fylke Aust-Agder an, die im Zuge der landesweiten Regionalreform in die zum 1. Januar 2020 neu geschaffene Provinz Agder überging.
Früher hatte Evje einen Bahnhof an der Strecke der ehemaligen Setesdal-Bahn, die von 1896 bis 1962 in Betrieb war. Heute befindet sich dort ein Einkaufszentrum, das unter anderem einen Buchhandel, ein Restaurant sowie viele Einzelhandelsgeschäfte umfasst.
Von 1912 bis 2002 war Evje Standort des Militärlagers Evjemoen, das während des Zweiten Weltkrieges unter deutscher Besatzung als Lager für sowjetische Kriegsgefangene benutzt wurde. Heute gibt es im Wald immer noch einige überwucherte Minenfelder. Ein Teil des Militärgeländes wird noch heute periodisch für Militärübungen genutzt.

## Wirtschaft und Sehenswürdigkeiten
In Evjemoen befinden sich die Kommunenverwaltung sowie einige Gewerbebetriebe. Auch das Militärmuseum der Kommune ist dort während der Zeit der norwegischen Sommerferien zu besichtigen. Wegen der reichen Mineralvorkommen wurden in Evje lange Zeit Minen betrieben. In Evje gab es Nickelgruben und Nickelverarbeitung. Die Nickelkupfergrube Flåt (1872–1946) war damals Europas größter Produzent von Nickelerz. Das in Evje gewonnenen Erz wurde auch in der Metallindustrie von Kristiansand verwendet. Heute sind aber diese Gruben geschlossen und es hat nur noch eine Touristenmine geöffnet (der sog. Mineralsti).
Das Geologiemuseum am Wasserfall Fennefoss betreibt eine Mineral- und eine Heimatsammlung sowie die alte Apotheke, die früher auch ein Polizeirevier war. Das Museumsgebäude gehört zu den ältesten erhaltenen Gebäuden der Gegend.

## Persönlichkeiten
- Jørgen Løvland (1848–1922), Politiker